# Song of the Flame
Song of the Flame (bra: Mulher em Chamas, ou A Mulher de Fogo, ou ainda A Flama) é um filme norte-americano de 1930, do gênero romance musical, dirigido por Alan Crosland, com roteiro de Gordon Rigby baseado na opereta Song of the Flame, libreto de Oscar Hammerstein II e Otto Harbach e música de George Gershwin e Herbert Stohart.
Rodado em Technicolor de duas cores, Song of the Flame é estrelado por Alexander Gray e Bernice Claire. Para o autor de The Warner Bros. Story, a adaptação é decepcionante, salvando-se apenas os interlúdios musicais.

## Sinopse
Aniuta, camponesa conhecida como "A Flama", lidera uma revolução na Rússia. Apaixonada pelo príncipe Volodya, ela salva a vida dele ao concordar em sacrificar sua virgindade ao conspirador lascivo e mau-caráter Konstantin.

## Prêmios e indicações
| Prêmio     | Categoria             | Recipiente       | Situação |
| ---------- | --------------------- | ---------------- | -------- |
| Oscar 1931 | Melhor mixagem de som | George R. Groves | Indicado |

## Elenco
| Ator/Atriz     | Personagem       |
| -------------- | ---------------- |
| Alexander Gray | Príncipe Volodya |
| Bernice Claire | Aniuta, A Flama  |
| Noah Beery     | Konstantin       |
| Alice Gentle   | Natasha          |
| Bert Roach     | Conde Boris      |
| Inez Courtney  | Grusha           |
| Shep Camp      | Oficial          |